# فیونا گراهام
فیونا گراهام (انگلیسی: Fiona Graham؛ زادهٔ ۱۶ سپتامبر ۱۹۶۱) یک انسان‌شناس، و کارگردان فیلم اهل استرالیا است که به‌عنوان یک گیشا در ژاپن کار می‌کند.
او کارش را به‌عنوان گیشا در سال ۲۰۰۷ در محلهٔ آساکوسای توکیو با نام هنری سایوکی (紗幸) آغاز کرد و از سال ۲۰۱۸ در محلهٔ فوکاگاوا، توکیو فعالیت دارد تا این هنر را زنده نگه دارد.
او دانش‌آموختهٔ رشتهٔ روان‌شناسی و آموزش از دانشگاه کیئو است و فوق‌لیسانس و دکترای خود را از رشتهٔ انسان‌شناسی از دانشگاه آکسفورد دریافت داشت. وی استاد دانشگاه ملی سنگاپور، دانشگاه کیئو و دانشگاه واسدا است.
وی چندین کتاب در زمینهٔ هنر نمایش در ژاپن نگاشته‌است.